# Georg Christoph Wagenseil
Georg Christoph Wagenseil, född 29 januari 1715, död 1 mars 1777, var en österrikisk kompositör.
Wagenseil var född i Wien där han blev favoritelev till hovkapellmästaren
Johann Joseph Fux. Han var själv verksam som hovkompositör från 1739 och behöll den tjänsten livet ut. Wagenseil hade även tjänst som cembalist och organist.
Bland hans elever fanns Johann Baptist Schenk, som senare blev lärare till Ludwig van Beethoven, samt Frankrikes blivande drottning Marie-Antoinette.
Wagenseil var på sin tid en välkänd musiker, både Joseph Haydn och Wolfgang Amadeus Mozart var bekant med hans kompositioner.
Hans tidigare verk tillhörde barockmusiken, medan hans senare tillhör den den galanta stilen.

## Operor
- La generosità trionfante (1745)
- Ariodante (1745 )
- La clemenza di Tito (1745)
- Demetrio (1746)
- Alexander der Grosse in Indien (1748)
- Il Siroe (1748)
- L'olimpiade (1749)
- Andromeda (1750)
- Antigono (1750)
- Euridice (1750)
- Armida placata (1750)
- Vincislao (1750)
- Le cacciatrici amanti (1755)
- Prometeo assoluto (1762)
- Catone (?)
- Merope (1766)

## Övriga verk i urval
- Mer än 100 symfonier
- Sinfonia i g-moll
- Konsert för cembalo och stråkar (utan viola) i D-dur
- Konsert för cello och orkester i C-dur
- Konsert för trombon och orkester i E-dur
- Konsert för cello,stråkar och continuo i A-dur